# 滋阳县 (明朝)
滋陽縣，中國的舊縣名，原稱嵫陽。在今日山東省濟寧市兗州區颜店镇南。本地有嵫山，春夏之交，松柏繁茂，間以桃李，景緻頗佳，津浦鐵路通過之，紡織綾絹之業頗盛。

## 簡表
春秋魯國時稱負瑕；漢代置瑕丘縣；晉代省入南平陽縣；南朝宋始以兗州治瑕丘故城；隋代復置瑕丘縣；唐代於縣置兗州；五代因之；宋改曰瑕縣，後復改嵫陽縣；金代因之；元代徙置今治；明省入兗州，後升為兗州府，復置嵫陽縣為府治，成化間易「嵫」為「滋」；清因之。
1913年2月，裁府留縣，1914年，劃屬山東濟寧道，1928年國民革命軍北伐後，廢道，直屬山東省政府。
1962年1月，改稱兗州縣，屬濟寧；1992年改為兗州市。2013年中華人民共和國國務院撤銷兗州市，改濟寧市兗州區。